# Kattleverflundra
Kattleverflundra, Opisthorchis felineus , är en parasitisk sugmask där fiskätande däggdjur som exempelvis hundar, rävar, katter, råttor, grisar, kaniner, sälar, lejon, järvar, mårdhundar, mårddjur och människor fungerar som slutvärd. Kattleverflundra återfinns i många Europeiska länder, från Ryssland, Baltikum ned till Italien, men har ännu inte påvisats i de Nordiska länderna.. Man beräknar att upp till 1.6 miljoner människor kan vara smittade av O. felineus.

## Livscykel

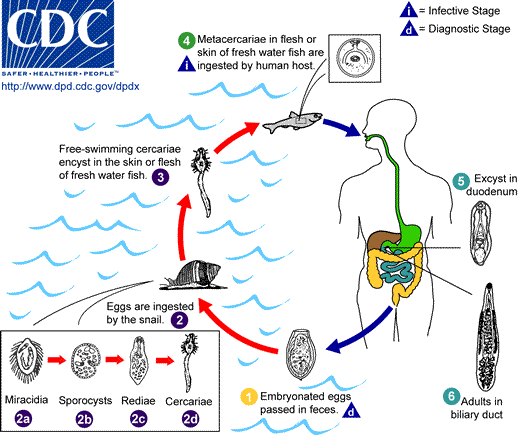
Livscykeln för Kattleverflundra

Parasitens första intermediära värd är sötvattenssniglar i släktet Bithynia, den andra intermediära värden är sötvattensfiskar, främst karpfiskar, och slutvärden är fiskätande däggdjur.